# 今日も“シャキ”っと
『今日も“シャキ”っと』（きょうもしゃきっと）は、1998年10月5日から2010年3月26日まで北陸放送（MROラジオ）で月曜日から金曜日の7:30 - 12:00に放送されていたラジオ番組である。

## 主な内容
2009年4月現在。★はネット番組。
- 7:35 - 外の様子はどうじゃいな
  - レポーターが街頭に出て、道路の混み具合や天気をレポートする。
- 7:45 - シャキっとジャーナル
  - 最新のニュース。2008年3月までは企画ネット番組の形態を採っていた。
- 7:55 - 天気予報
  - 日本気象協会北陸支店と電話を結び気象情報を伝える。
- 8:00 - 話題のアンテナ 日本全国8時です★（TBSラジオ）
- 8:14 - MROニュース
- 8:20 - 交通情報
  - 日本道路交通情報センターによる道路交通情報。4月～12月は石川県警察による交通取締情報も伝えている（午前・午後・夜間）。
- 8:25 - スポーツたっちゃん
  - スポーツの話題を伝えるコーナー。“たっちゃん”は男性パーソナリティの名前から。
- 8:35 - 外の様子はどうじゃいなパート2
  - 7:35の同名コーナーの続き。
- 8:45 - 武田鉄矢・今朝の三枚おろし★（文化放送）
- 8:55 - MROニュース
- 9:00 - 今日は何の日
  - 過去にどんな出来事があったか振り返る。その日に誕生（または死亡した）有名人の紹介やその日にまつわる音楽も流れる。
- 9:20 - 純喫茶・谷村新司★（文化放送）
- 9:30 - 北陸おもしろネット・向こう三県両ドナリ!★
  - 富山の北日本放送と福井の福井放送との共同制作番組。曜日ごとにテーマを決めて、北陸3県の共通点や違いを探る。
- 9:45 - お便りコーナー
  - ここでの“お便り”とは、リスナーからのメッセージではなく、自治体や団体のイベントなどを告知するコーナー。
- 9:50 - シャキっとメロディー
  - パーソナリティーが気になっている曲を流すコーナー。
- 9:55 - MROニュース
- 10:00 - 永六輔の誰かとどこかで★（TBSラジオ）
- 10:10 - 軽妙卓説（月曜日 - 木曜日）、玉州の週間占い（金曜日）
  - 日替わりでその道のスペシャリストとのトークコーナー。
- 10:25 - 松井宏夫の健康百科★（文化放送）
- 10:40 - 兼六園どっからきたが～?!
  - 2008年4月から登場。「どっからきたが」は「どこから来たの」の金沢弁。リポーターが兼六園で出会った人1人の出身都道府県をヒントを頼りに当てるリスナー参加型のクイズコーナー。ヒントは2つ出されるが、まれに3ヒント出されることもある。電話で応募し 最大５人に回答権がある。正解すると500円分のオリジナル図書カードが当たるが、不正解となると、翌日に繰り越しとなる（繰り越しの上限は3,000円分）。
- 10:50 - ウェザーインフォメーション
  - 天気予報。加賀在住および能登在住の、番組に協力している市民に電話をつなぎ、現在の天気や近況を伝える。
- 10:55 - MROニュース
- 11:00 - テレフォン人生相談★（ニッポン放送）
- 11:20 - ちょっと聞いてま～
  - はがきやメール、ファックスの紹介。リスナーが普段感じたことや気になることなど喜怒哀楽を垣間見ることが出来る。ちなみに、「○○してま～」とは金沢弁で「○○してよ」や「○○しろ」などの命令や依頼（ちょっとしたお願い）の意味を表す。
- 11:35 - クイズDEシャキっと
  - リスナー参加型のクイズコーナー。パーソナリティーから3問出題され、その正解数に応じて商品券が当たるが、問題は極めて易しく、また与えられるヒントも分かり易いため、確実に全問正解となる。祝日の放送日には参加申し込みが殺到することもある。募集は10:53頃から告知する。
- 11:40 - 証券情報
  - 今村証券の各支店から証券取引概況をリポート（東証の前場取引概況および東証株価指数・日経平均株価）。
- 11:45 - ランチリクエスト★（企画ネット番組、番組内では「シャキっと1曲リクエスト」として放送）

### かつて存在したコーナー
- 僕の作文・私の作文

県内の小学生が書いた作文を、本人の朗読で紹介する。2008年4月から独立した番組になった（月曜 - 金曜 7:05 - 7:10）。
- 1010（テンテン）パーク

その名の通り10:10から放送。曜日ごとに決められたテーマでリスナーに投稿してもらうコーナー。2008年4月の改編で消滅。
- 近江町（おうみちょう）で さなんや?

「さなんや」＝「さ、何や?」は「それは何?」という意味の金沢弁。近江町市場で売られている商品を一つとり上げ、それについての3ヒントクイズを出題する。2008年4月の改編で「兼六園どっからきたが～?!」に変更。
- 中島みゆき ほのぼのしちゃうのね（ニッポン放送）

内包。

## 各曜日担当
※2009年4月現在

### 番組進行
- 月曜 - 水曜：角野達洋・堀越純子
- 木曜・金曜：角野達洋・白崎あゆみ

### リポーター
- 月曜日：丸一都美（まるちゃん）
- 火曜日：多川吏江子
- 水曜日：川上陽子（ようちん）
- 木曜日：斉藤清美
- 金曜日：丸一都美

### 過去の出演者
- 辰巳平一 - 元『総力報道!THE NEWS MRO』キャスター。月曜～木曜担当で、担当時のタイトルは『平さんの今日も“シャキ”っと』。
- 笹原忠義 - 元同社代表取締役社長（2014年5月逝去）。金曜担当で、担当時のタイトルは『ささやんの今日も“シャキ”っと』。
- 松村玲郎 - 金曜担当（メイン）
- 谷川恵一 - 金曜担当（メイン）
- 糸川雅子 - 金曜担当（サブ）
- 辰島佳寿美 - 月曜担当（サブ）
- 綿谷尚子 - 水曜担当（サブ）